# Illerstaustufe 7 – Maria Steinbach
Die Illerstaustufe 7 – Maria Steinbach ist eine Staustufe der Iller zwischen Kempten und Memmingen am Flusskilometer 65. Sie liegt auf dem Gebiet der Gemeinde Kronburg im Landkreis Unterallgäu.

## Geschichte
Als 1936 erfolgreich das erste Unterwasserkraftwerk nach der ersten Bauweise Arno Fischer an der Persante bei Rostin fertiggestellt wurde, suchte man nach weitern Standorten für das Konzept. Schließlich wurde 1937 das Kraftwerk Maria Steinbach als erstes nach der zweiten Bauweise Arno Fischer errichtet; von den insgesamt über 60 geplanten Kraftwerken wurden 14 ausgeführt, 13 sind noch an Iller und Lech in Betrieb. Am 11. Juli 1938 ging die Stufe Maria Steinbach erstmals ans Netz. Der Vorteil der Ausführung war die kriegswichtige Tarnung, die wenigen Dachflächen waren begrünt und das Kraftwerk konnte durch das Senken der Stauklappen vollkommen überströmt werden. Die ebenfalls propagierten Kostenersparnisse stellten sich später jedoch als Fehlkalkulation herausstellen.
An der Iller ging außerdem nach der gleichen Bauart 1943 die Stufe 6, 1944 die Stufe 5 und 1948 die Stufe 8 in Betrieb.
Das Kraftwerk verfügt über eine Fischtreppe.
Betreiber ist die Bayerische Elektrizitätswerke GmbH, eine Tochtergesellschaft der Lechwerke AG.

## Technik
Die erzeugte Leistung der Illerstaustufe 7 beträgt 6,0 MW bei einer Fallhöhe von 8,1 Metern.
Bei der Kraftwerksbauweise Arno Fischer bilden Wehr und Kraftwerk einen gemeinsamen Baukörper, das Stauklappenwehr verfügt über 4 aufgesetzte Klappen und einen im Wehrkörper integrierten Maschinenraum.
Das Kraftwerk verfügt über vier parallel angeordnete Strafloturbinen und vier Maschinensätze.
Jede Turbine besitzt eine Klappe im Zulaufbereich, sowie ein Schütz im Abströmbereich. Durch diese Verschlussmechanismen ist es möglich, die Turbinen einzeln für Revisionszwecke trockenzulegen und zu begehen.
Der Generator ist als wasserdicht abgekapselter Außenkranzgenerator angeordnet, der Rotor ist fest mit dem Laufrad verbunden. Problematisch ist die Abdichtung der Rohrturbinen zu den Generatoren sowie die praktische Unrealisierbarkeit einer Laufradverstellung. Bei der Bauweise nach Arno Fischer sind deshalb starre Propellerlaufräder verbaut. Grundsätzlich ist dadurch der Wirkungsgrad im Teillastbereich eingeschränkt, jedoch kann durch eine Staffelung der in Betrieb befindlichen Maschinen der schlechte Teillastwirkungsgrad der Propellerturbinen relativ gut ausgeglichen werden.
Der Ausbaudurchfluss des Kraftwerkes beträgt 100 m³/s, das Regelarbeitsvermögen 24.500 MWh pro Jahr.
Siehe auch: Liste von Wasserkraftwerken in Deutschland